# مسجد مرجانی

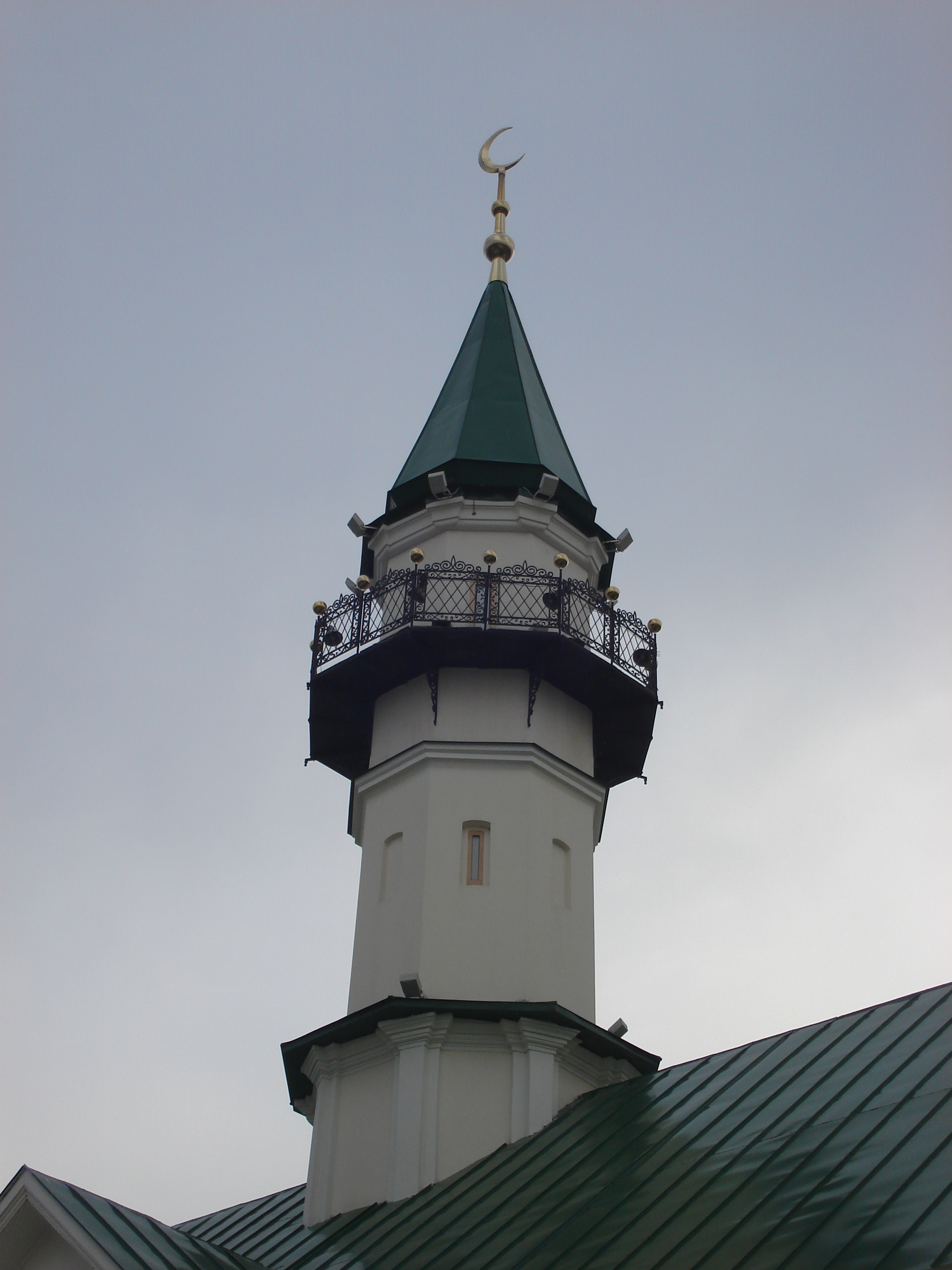
مسجد مرجانی در کازان

مسجد مَرجانی (به تاتاری:‎ (әл-)Мәрҗани мәчете i.e به روسی: Мечеть (аль-)Марджани́)‏ در کازان روسیه قرار دارد که در خلال سال‌های ۱۷۷۰ تا ۱۷۷۶ توسط کاترین کبیر ساخته شد. این مسجد پس از ۱۸۵۰ به افتخار امام جماعت پیشین آن شهاب‌الدین مرجانی، «مسجد مرجانی» نامیده شد.